# Знаки почтовой оплаты Украины (2005)
Знаки почтовой оплаты Украины (2005) — перечень (каталог) знаков почтовой оплаты (почтовых марок), введённых в обращение почтой Украины в 2005 году.
В 2005 году было выпущено 70 почтовых марок, в том числе 64 памятные (коммеморативные) почтовые марки и шесть стандартных марок (три — пятого и три — шестого выпуска). Тематика коммеморативных марок охватывала юбилеи выдающихся деятелей культуры, памятники архитектуры Украины, знаменательные даты, виды представителей фауны и флоры и другие сюжеты.
Все почтовые марки, введённые в обращение почтой Украины в 2005 году, напечатаны государственным предприятием «Полиграфический комбинат „Украина“».

## Список коммеморативных марок
Порядок следования элементов в таблице соответствует номеру по каталогу марок Украины на официальном сайте Укрпочты (укр. КМД УДППЗ «Укрпошта»), в скобках приведены номера по каталогу «Михель».
| № по каталогу                                                                                             | Изображение | Описание и источники | Номинал                         | Дата выпуска          | Тираж   | Художник                                       |
| --- | ----------- | --- | ------------------------------- | --------------------- | ------- | ---------------------------------------------- |
| № 635 (Mi #695)                                                                                           |             | «Майдан Незалежності. Листопад-грудень 2004 р.». с укр. — «Майдан Незалежности (ноябрь — декабрь 2004 г.)». | 0,45 гривны                     | 23 января 2005 года   | 500 024 | Светлана Бондарь (фото В. Побединского, УНИАН) |
| № 636 (Mi #696)                                                                                           |             | «Павло Вірський (1905—1975)». с укр. — «Павел Вирский (1905—1975)». | 0,45 гривны                     | 4 февраля 2005 года   | 200 000 | Василий Василенко                              |
| № 637 (Mi #697) № 638 (Mi #698) № 639 (Mi #699) № 640 (Mi #700) № 641 (Mi #701)                           |             | Блок «Метелики»: Бражник мертва голова; Стрічкарка дубова; Совка розкішна; Бражник дубовий; Павиноочка грушева. с укр. — «Блок «Бабочки»: - Бражник Мёртвая голова (Acherontia atropos); - Малиновая ленточница (Catocala sponsa); - Совка роскошная (Staurophora celsia); - Бражник дубовый (Marumba quercus); - Павлиноглазка грушевая (Saturnia pyri)».                                                                                 | 0,45 0,75 0,80 2,61 3,52 гривны | 11 февраля 2005 года  | 90 000  | Геннадий Кузнецов                              |
| № 642 (Mi #702)                                                                                           |             | «Вінницька область». с укр. — «Винницкая область». | 0,45 гривны                     | 23 февраля 2005 года  | 200 000 | Александр Калмыков                             |
| № 643 (Mi #722)                                                                                           |             | «Севастополь». с укр. — «Севастополь». | 0,45 гривны                     | 11 июня 2005 года     | 150 000 | Александр Калмыков                             |
| № 644 (Mi #724)                                                                                           |             | «Івано-Франківська область». с укр. — «Ивано-Франковская область». | 0,70 гривны                     | 16 июля 2005 года     | 200 000 | Александр Калмыков                             |
| № 645 (Mi #739)                                                                                           |             | «Житомирська область». с укр. — «Житомирская область». | 0,70 гривны                     | 10 сентября 2005 года | 200 000 | Александр Калмыков                             |
| № 646 (Mi #703) № 647 (Mi #704)                                                                           |             | Зчіпка «Національна картинна галерея ім. І. Айвазовського»: Іван Айвазовський «Море. Коктебель. 1853»; Іван Айвазовський «Вежі на скелі біля Босфору. 1859». с укр. — «Сцепка «Национальная картинная галерея им. И. Айвазовского»: - Иван Айвазовский «Море. Коктебель. 1853»; - Иван Айвазовский «Башни на скале возле Босфора. 1859»».                                                                                                  | 0,45 гривны                     | 4 марта 2005 года     | 200 000 | Александр Калмыков                             |
| № 648 (Mi #705)                                                                                           |             | «Георгій Якутович (1930—2000) „Вівчар“». с укр. — «Георгий Якутович (1930—2000) «Овчар»». | 3,52 гривны                     | 26 марта 2005 года    | 200 000 | Георгий Якутович                               |
| № 649 (Mi #706)                                                                                           |             | Серія «Україна — космічна держава»: Ракета-носій «Дніпро». с укр. — «Серия «Украина — космическая держава»: - Ракета-носитель „Днепр“». | 0,45 гривны                     | 12 апреля 2005 года   | 200 000 | Василий Василенко                              |
| № 650 (Mi #707)                                                                                           |             | Серія «Україна — космічна держава: Штучний супутник Землі „Космос-1“». с укр. — «Серия «Украина — космическая держава»: - Искусственный спутник Земли „Космос-1“». | 0,45 гривны                     | 12 апреля 2005 года   | 200 000 | Василий Василенко                              |
| № 651 (Mi #708)                                                                                           |             | Серія «Україна — космічна держава: Ракета-носій „Зеніт-2“». с укр. — «Серия «Украина — космическая держава»: - Ракета-носитель „Зенит-2“». | 0,45 гривны                     | 12 апреля 2005 года   | 200 000 | Василий Василенко                              |
| № 652 (Mi #709)                                                                                           |             | Серія «Україна — космічна держава: Ракета-носій „Циклон-3“». с укр. — «Серия «Украина — космическая держава»: - Ракета-носитель „Циклон-3“». | 0,45 гривны                     | 12 апреля 2005 года   | 200 000 | Василий Василенко                              |
| № 653 (Mi #717)                                                                                           |             | Пісенний конкурс «Євробачення-2005». с укр. — «Песенный конкурс „Евровидение-2005“». | 2,50 гривны                     | 19 мая 2005 года      | 200 000 | М. Ильк И. Лазоркин И. Толмачов                |
| № 654 (Mi #718)                                                                                           |             | Пісенний конкурс «Євробачення-2005»: Руслана. с укр. — «Песенный конкурс «Евровидение-2005» Руслана». | 0,45 гривны                     | 19 мая 2005 года      | 231 000 | Василий Василенко                              |
| № 655 (Mi #711)                                                                                           |             | «60-річчя Перемоги у Великій Вітчизняній війні. 1945—2005». с укр. — «60-летие Победы в Великой Отечественной войне (1945—2005)». | 0,80 гривны                     | 7 мая 2005 года       | 60 000  | Василий Василенко (арх. фото 1945)             |
| № 656 (Mi #710)                                                                                           |             | Малий лист «60-річчя Перемоги у Великій Вітчизняній війні» з купоном. с укр. — «Малый марочный лист «60-летие Победы в Великой Отечественной войне» с купоном». | 0,45 гривны                     | 22 апреля 2005 года   | 280 000 | Василий Василенко (арх. фото 1943)             |
| № 657 (Mi #712)                                                                                           |             | «IX Національна філателістична виставка. Київ „Укрфілексп’05“». с укр. — «IX Национальная филателистическая выставка. Киев „Укрфилэксп-05“». | 0,45 гривны                     | 17 мая 2005 года      | 280 000 | Василий Василенко                              |
| № 658 (Mi #719) № 659 (Mi #720)                                                                           |             | Блок «Європа» Зчіпка «Європа 2005. Кулінарія»: Борщ; Овочі. с укр. — «Блок «Европа», сцепка «Европа 2005. Кулинария»: - Борщ - Овощи». | 2,61 3,52 гривны                | 20 мая 2005 года      | 200 000 | Светлана Бондарь (фото Костюченко)             |
| № 660 (Mi #713)                                                                                           |             | Серія «Київ очима художників»: «Нова вулиця. 1966. Сергій Шишко». с укр. — «Серия «Киев глазами художников»: - Новая улица. Сергей Шишко, 1966». | 0,45 гривны                     | 18 мая 2005 года      | 200 000 | Оксана Тернавская Наталия Андрийченко          |
| № 661 (Mi #714)                                                                                           |             | Серія «Київ очима художників»: «Парк узимку. 1960. Сергій Шишко». с укр. — «Серия «Киев глазами художников»: - Парк зимой. Сергей Шишко, 1960». | 0,70 гривны                     | 18 мая 2005 года      | 200 000 | Оксана Тернавская Наталия Андрийченко          |
| № 662 (Mi #715)                                                                                           |             | Серія «Київ очима художників»: «Нерушима Софія. 1965. Юрій Химич». с укр. — «Серия «Киев глазами художников»: - Нерушимая София. Юрий Химич, 1965». | 0,80 гривны                     | 18 мая 2005 года      | 200 000 | Оксана Тернавская Наталия Андрийченко          |
| № 663 (Mi #716)                                                                                           |             | Серія «Київ очима художників»: «Хрещатик. 1967. Юрій Химич». с укр. — «Серия «Киев глазами художников»: - Крещатик. Юрий Химич, 1967». | 1,00 гривна                     | 18 мая 2005 года      | 200 000 | Оксана Тернавская Наталия Андрийченко          |
| № 664 (Mi #719) № 665 (Mi #720)                                                                           |             | Буклет «Європа 2005. Кулінарія»: Борщ; Овочі. с укр. — «Буклет «Европа 2005. Кулинария»: - Борщ - Овощи». | 2,61 3,52 гривны                | 20 мая 2005 года      | 30 000  | Светлана Бондарь (фото Костюченко)             |
| № 666 (Mi #721)                                                                                           |             | «Слов’янська писемність та культура». с укр. — «Славянская письменность и культура». | 0,45 гривны                     | 21 мая 2005 года      | 200 000 | Василий Василенко                              |
| № 667 (Mi #723)                                                                                           |             | «Володимир Винниченко (1880—1951)». с укр. — «Владимир Винниченко (1880—1951)». | 0,45 гривны                     | 15 июля 2005 года     | 150 000 | Василий Василенко                              |
| № 668 (Mi #725) № 669 (Mi #726) № 670 (Mi #727) № 671 (Mi #728)                                           |             | «Карадазький природний заповідник»: Балабан; Аскалаф строкатий; Афаліна чорноморська; Куниця кам’яна. с укр. — «Карадагский природный заповедник: - Балобан (Falco cherrug); - Аскалаф пёстрый (Ascalaphus macaronius); - Черноморская афалина (Tursiops truncatus ponticus Barabasch-Nikiforov); - Каменная куница (Martes foina)». | 0,45 0,70 2,50 3,50 гривны      | 28 июля 2005 года     | 90 000  | Геннадий Кузнецов                              |
| № 672 (Mi #729)                                                                                           |             | «Всесвітній саміт з питань інформаційного суспільства. Туніс». с укр. — «Всемирный саммит по вопросам информационного пространства. Тунис». | 2,50 гривны                     | 12 августа 2005 года  | 200 000 | Василий Василенко                              |
| № 673 (Mi #732)                                                                                           |             | Серія «Локомотивобудування в Україні»: «Товарний паровоз серії О». с укр. — «Серия «Локомотивостроение на Украине»: - Товарный паровоз серии О». | 0,70 гривны                     | 31 августа 2005 года  | 200 000 | Валерий Руденко                                |
| № 674 (Mi #733)                                                                                           |             | Серія «Локомотивобудування в Україні»: «Пасажирський паровоз серії С». с укр. — «Серия «Локомотивостроение на Украине»: - Пассажирский паровоз серии С». | 0,70 гривны                     | 31 августа 2005 года  | 200 000 | Валерий Руденко                                |
| № 675 (Mi #734)                                                                                           |             | Серія «Локомотивобудування в Україні»: «Товарний паровоз серії Щ». с укр. — «Серия «Локомотивостроение на Украине»: - Товарный паровоз серии Щ». | 0,70 гривны                     | 31 августа 2005 года  | 200 000 | Валерий Руденко                                |
| № 676 (Mi #735)                                                                                           |             | Серія «Локомотивобудування в Україні»: «Товарний паровоз серії Э». с укр. — «Серия «Локомотивостроение на Украине»: - Товарный паровоз серии Э». | 0,70 гривны                     | 31 августа 2005 года  | 200 000 | Валерий Руденко                                |
| № 677 (Mi #736)                                                                                           |             | «Сумам 350». с укр. — «Сумам — 350». | 0,45 гривны                     | 2 сентября 2005 года  | 150 000 | Василий Василенко                              |
| № 680 (Mi #740) № 681 (Mi #741) № 682 (Mi #742) № 683 (Mi #743)                                           |             | Малий аркуш «Коні України»: Новоолександрівська ваговозна порода; Орловська рисиста порода; Українська верхова порода; Чистокровна верхова порода. с укр. — «Малый марочный лист «Кони Украины»: - Новоалександровский тяжеловоз; - Орловская рысистая; - Украинская верховая лошадь; - Чистокровная верховая лошадь». | 0,70 гривны                     | 15 сентября 2005 года | 180 000 | Василий Василенко                              |
| № 684 (Mi #744) № 685 (Mi #745) № 686 (Mi #746)                                                           |             | Зчіпка «Подай руку допомоги»: Наркотикам НІ! Безпеці — зелене світло! Чужих дітей немає! с укр. — «Сцепка «Подай руку помощи»: - Наркотикам — нет! - Безопасности — зелёный свет! - Чужих детей не бывает!» | 0,70 гривны                     | 14 октября 2005 года  | 160 000 | Наталия Гожа                                   |
| № 687 (Mi #747) № 688 (Mi #748) № 689 (Mi #749) № 690 (Mi #750)                                           |             | Зчіпка «Історія війська в Україні»: Воєвода Боброк Волинець. Куликово поле, 1380 рік; Пушкарі та стрільці, XI—XV ст.; Лицар Іванко Сушик. Грюнвальд, 1410 рік; Князь Костянтин Острозький. Орша, 1512. с укр. — «Сцепка из серии «История войска Украины»: - Воевода Боброк Волынский. Куликово поле, 1380 год; - Пушкари и стрельцы, XI—XV ст.; - Рыцарь Иван Сушик. Грюнвальд, 1410 год; - Князь Константин Острожский. Орша, 1512 год». | 0,70 гривны                     | 22 октября 2005 года  | 110 000 | Юрий Логвин                                    |
| № 692 (Mi #751)                                                                                           |             | «Дмитро Яворницький (1855—1940)». с укр. — «Дмитрий Яворницкий (1855—1940)». | 0,70 гривны                     | 7 ноября 2005 года    | 330 000 | Василий Василенко                              |
| № 693 (Mi #752)                                                                                           |             | «З Різдвом Христовим!» с укр. — «С Рождеством Христовым!» | 0,70 гривны                     | 11 ноября 2005 года   | 220 000 | Татьяна Нестерова                              |
| № 694 (Mi #753)                                                                                           |             | «З Новим роком!» с укр. — «С Новым годом!» | 0,70 гривны                     | 11 ноября 2005 года   | 270 000 | Татьяна Нестерова                              |
| № 696 (Mi #756)                                                                                           |             | «Церква св. Варвари у Відні». с укр. — «Церковь св. Варвары в Вене». | 0,75 гривны                     | 9 декабря 2005 года   | 150 000 | Мария Гейко                                    |
| № 697 (Mi #757) № 698 (Mi #758)                                                                           |             | Зчіпка «Національний музей у Львові»: Архангел Михаїл. I пол. XIV ст. с. Дольова; Теофіл Копистинський «Далматинка». 1872 р. с укр. — «Сцепка «Национальный музей во Львове»: - Архангел Михаил. I половина XIV ст. с. - Теофил Копистинский «Далматинка», 1872 г.». | 0,70 гривны                     | 13 декабря 2005 года  | 300 000 | Светлана Бондарь                               |
| Блок № 52 № 700 (Mi #760) № 701 (Mi #761) № 702 (Mi #762) № 703 (Mi #763) № 704 (Mi #764) № 705 (Mi #765) |             | Блок «Український народний одяг». с укр. — «Блок «Украинский народный костюм»». | 0,70 гривны                     | 20 декабря 2005 года  | 80 000  | Николай Кочубей                                |
| № 700 (Mi #760) № 701 (Mi #761)                                                                           |             | Зчіпка «Український народний одяг. Житомирщина»: Свято Меланки та Василя; Свято Зосима. с укр. — «Сцепка «Украинский народный костюм: Житомирщина» - Васильев вечер; - Зосима-пчельник». | 0,70 гривны                     | 20 декабря 2005 года  | 120 000 | Николай Кочубей                                |
| № 702 (Mi #762) № 703 (Mi #763)                                                                           |             | Зчіпка «Український народний одяг. Рівненщина»: Свято Юрія; Свято Петра і Павла. с укр. — «Сцепка «Украинский народный костюм: Ривненщина» - День святого Георгия (Юрия); - День святых апостолов Петра и Павла». | 0,70 гривны                     | 20 декабря 2005 года  | 120 000 | Николай Кочубей                                |
| № 704 (Mi #764) № 705 (Mi #765)                                                                           |             | Зчіпка «Український народний одяг. Волинь»: Свято Благовісника; Свято Миколая. с укр. — «Сцепка «Украинский народный костюм: Волынь» - Благовещеньев день; - День святителя Николая». | 0,70 гривны                     | 20 декабря 2005 года  | 120 000 | Николай Кочубей                                |

## Выпуски стандартных марок

### Пятый выпуск стандартных марок (2001—2006)
В 2005 году продолжен выпуск стандартных марок независимой Украины. Выпущено три почтовые марки пятого выпуска (2001—2006) литерным номиналом «P», «L», «N». Они соответствуют заранее указанному Укрпочтой тарифу на пересылку корреспонденции, а также эквивалентны определённой сумме в гривнях или долларах США, стоимость для продажи последних рассчитывается по курсу НБУ.
Порядок следования элементов в таблице соответствует номеру по каталогу марок Украины на официальном сайте Укрпочты (укр. КМД УДППЗ «Укрпошта»), в скобках приведены номера по каталогу «Михель».
| № по каталогу   | Изображение | Описание и источники                                                           | Номинал | Дата выпуска         | Тираж    | Художник           |
| --------------- | ----------- | ------------------------------------------------------------------------------ | ------- | -------------------- | -------- | ------------------ |
| № 691 (Mi #751) |             | «Малий державний герб України». с укр. — «Малый государственный герб Украины». | P       | 28 октября 2005 года | массовый | Александр Калмыков |
| № 695 (Mi #755) |             | «Шипшина». с укр. — «Шиповник».                                                | L       | 25 ноября 2005 года  | массовый | Александр Калмыков |
| № 699 (Mi #759) |             | «Братки». с укр. — «Анютины глазки».                                           | N       | 16 декабря 2005 года | массовый | Александр Калмыков |

### Шестой выпуск стандартных марок (2002—2006)
В 2005 году продолжен выпуск стандартных марок независимой Украины. Выпущено три почтовые марки шестого выпуска (2002—2006) номиналом 0,25 — 1,00 гривна.
Порядок следования элементов в таблице соответствует номеру по каталогу марок Украины на официальном сайте Укрпочты (укр. КМД УДППЗ «Укрпошта»), в скобках приведены номера по каталогу «Михель».
| № по каталогу   | Изображение | Описание и источники                      | Номинал     | Дата выхода           | Тираж    | Художник           |
| --------------- | ----------- | ----------------------------------------- | ----------- | --------------------- | -------- | ------------------ |
| № 634 (Mi #694) |             | «Мак». с укр. — «Мак».                    | 1,00 гривна | 14 января 2005 года   | массовый | Александр Калмыков |
| № 678 (Mi #737) |             | «Настурція». с укр. — «Настурция».        | 0,25 гривны | 8 сентября 2005 года  | массовый | Александр Калмыков |
| № 679 (Mi #738) |             | «Біле латаття». с укр. — «Водяная лилия». | 0,70 гривны | 12 сентября 2005 года | массовый | Александр Калмыков |

## Комментарии
1. ↑  Коммеморативные марки — обобщённое название специальных художественных (памятных, юбилейных и других) почтовых марок. Для упрощения терминологии в случаях, когда требуется лишь подчеркнуть, что данная марка не является общеупотребляемой (то есть стандартной), под термином «коммеморативная марка» подразумевают, кроме перечисленных выше, также тематические (рисунки которых, посвящены определённой теме коллекционирования) марки. Также все упомянутые марки, объединённые термином «коммеморативная», имеют общую черту: как правило, такие марки изготовляются на высоком полиграфическом уровне[3].
2. ↑  Ниже приведён перечень памятных художественных марок (с возможностью сортировки по номиналу, тиражу и дате введения в обращение).
3. ↑  В 2005 году было выпущено: коммеморативных марок № 635 — 500 024; марок № 635 II T — 999 999; малый марочный лист № 635 — 71 432; а также малый марочный лист № 635 II T — 142 857 экземпляров[7].
4. ↑  Размер 139х72 мм, в блоке 4 (2х2), т.е. по 2 марки № 664 (номиналом 2,61 гривны — использован рисунок марки № 658, но меньшего размера) и по 2 марки № 665 (номиналом 3,52 гривны — использован рисунок марки № 659, но меньшего размера), напечатаны двумя сцепками в последовательности: № 664, 665. Блок вклеен в буклет №6, при этом номера почтовых марок блока в тексте буклета указаны неправильно[38].
5. 1 2  Ниже приведён перечень стандартных марок (с возможностью сортировки по номиналу, тиражу и дате введения в обращение).
6. ↑  Изменённый дизайн марки[en] № 378 («Трезубец на фоне неба»), выпущенной в обращение Укрпочтой 1 апреля 2001 года: на марке № 691 изображён малый государственный герб Украины.
7. ↑  Литерный номинал «P» эквивалентен $ 2,00[69].
8. ↑  Литерный номинал «L» соответствует тарифу на пересылку приоритетного простого почтового отправления, массой до 20 грамм в пределах Украины[68]. Литерный номинал «L» эквивалентен 5,20 грн (курсовая стоимость марки приведена по данным Укрпочты на 27 октября 2017 года)[69].
9. ↑  Литерный номинал «N» соответствует тарифу на пересылку простого почтового отправления, массой до 20 грамм за пределы Украины наземным транспортом[68]. Литерный номинал «N» эквивалентен $ 0,60[69].